# Josep Ylla
Josep Ylla Cortines (Vic, 12 de abril de 1845-2 de diciembre de 1916) fue un maestro de obras y agrimensor español, titulado en Roma en 1865.
Fue maestro de obras municipal de Vic (1882-1916), Roda de Ter (1894-1916) y Torelló (1901-1902), así como comandante del cuerpo de bomberos de Vic.
Entre sus obras se encuentran: la casa Ramon Costa (1906) y la fábrica de embutidos Joan Riera Ordeig (1905) en Vic; la casa Can Gorchs (1895) y la casa Vista Alegre (1907) en Manlleu; y el Hotel de la Corba (1907) en Ribas de Freser.